# Jan Mazoch
Jan Mazoch (* 5. September 1985 in Čeladná) ist ein ehemaliger tschechischer Skispringer.

## Werdegang
Mazoch wurde bei den Junioren-Weltmeisterschaften 2002 in Schonach im Schwarzwald Neunter im Einzelspringen. Bei den Junioren-Weltmeisterschaften 2003 im schwedischen Sollefteå gewann er im Einzel die Bronzemedaille und wurde mit der tschechischen Mannschaft Siebter Bei den Olympischen Winterspielen 2002 in Park City wurde er mit der tschechischen Mannschaft Zwölfter von der Großschanze und belegte in den Einzelwettbewerben die Plätze 35 (Großschanze) und 36 (Normalschanze). Anschließend belegte er bei der Skiflug-Weltmeisterschaft 2002 in Harrachov im Einzel den 26. Platz. Er war ab 2003 ein Mitglied des tschechischen Nationalteams, nachdem er 2002 beim Weltcup im schwedischen Falun am Start gewesen war. Er nahm bei den Weltmeisterschaften 2003 im Val di Fiemme, als er mit der tschechischen Mannschaft Achter von der Großschanze und in den Einzelwettbewerben 44. (Normalschanze) und 48. (Großschanze), sowie 2005 in Oberstdorf, als er mit der Mannschaft Siebter (Normalschanze) und Achter (Großschanze) und im Einzel 28. von der Normalschanze wurde, teil. Bei den Olympischen Winterspielen 2006 in Turin wurde er 36. auf der Normalschanze. Bei der Skiflug-Weltmeisterschaft 2004 im slowenischen Planica war er mit der tschechischen Mannschaft Neunter und im Einzelwettbewerb 36. geworden.
Am 20. Januar 2007 erlitt Mazoch bei einem Sprung beim Weltcup in Zakopane eine schwere Schädelprellung. Er hatte wegen des unberechenbar starken Windes Oberluft bekommen und war gestürzt. Der Wettkampf wurde nach vier weiteren Springern abgebrochen. Da deshalb nur der erste Durchgang gewertet wurde, erreichte Mazoch mit dem 15. Platz sein bestes Weltcupresultat.
Im September 2007 gab Mazoch sein Comeback im Skisprung-Continental-Cup, und im Februar 2008 ging er in Liberec erstmals wieder in einer Weltcup-Qualifikation an den Start. Im August 2008 beendete er seine Karriere.
Mazoch ist ein Enkel des ehemaligen tschechischen Skisprung-Olympiasiegers Jiří Raška. Im Juni 2007 wurde Mazoch Vater einer Tochter. Sein jüngerer Bruder Jiří Mazoch ist ebenfalls Skispringer.

## Erfolge

### Weltcup-Platzierungen
| Saison  | Platz | Punkte |
| ------- | ----- | ------ |
| 2003/04 | 74.   | 003    |
| 2004/05 | 75.   | 009    |
| 2005/06 | 76.   | 005    |
| 2006/07 | 65.   | 016    |